# Fabriciana ruckerti
Fabriciana ruckerti är en fjärilsart som beskrevs av Hans Fruhstorfer 1911. Fabriciana ruckerti ingår i släktet Fabriciana och familjen praktfjärilar. Inga underarter finns listade i Catalogue of Life.